# زامبو
زامبو. (بالفرنسية: Zambo)‏ مصطلح زامبو يستعمل للإشارة إلى سلالات السود والأميركيين الأصليين في أمريكا اللاتينية (لوبو في المكسيك).
هي مصطلحات عنصرية استخدمت في الإمبراطورية الإسبانية والإمبراطورية البرتغالية وهناك فرصة اليوم لتحديد هوية الأفراد الأمريكتين الذين هم أصول مختلطة؛ أفارقة وهنود حمر (la analogue—المصطلح الإنجليزي مماثل، يعتبر إهانة، هو زامبو). تاريخيا، كان ذكر الصليب العنصري بين العبيد الأفارقة والهنود بأنه "zambaggoa" ثم "Zambo" و "sambo". في الولايات المتحدة، يُعتقد أن كلمة "sambo" للإشارة إلى الصليب العنصري بين السود والعبيد البيض.
مدلول مصطلح «زامبو»، فيه جدل قائم لمدلوله في أمريكا الشمالية. في اشتقاق آخر للكلمة اُقترح، وعلى الأرجح أنه يأتي من كلمة من اللغات الرومانية، أو اللاتينية وأحفاد المباشرة. الاسم المؤنث هو Zamba (وينبغي عدم الخلط بينها وبين الرقصة الفلكلورية الأرجنتينية Zamba ، على الرغم من أن هناك عِلاقة في المفهوم).
في إطار نظام الطبقات في أمريكة الإستعمارية الأسبانية، مصطلح يطبق أصلا لأبناء دول في أفريقيا وأحد الوالدين من هنود أمريكا، الأطفال لكلى الوالديين يقال له Zambo.
في هذه الفترة، يوجد عدد لا يحصى من الأفراد وأشار البعض من حيث / الهنود الأمريكيين الأفارقة في تقارير أكثر أو أقل أهمية أن 50:50 هم zambos:cambujo
(zambo/مختلط أمريكاني هندي)على سبيل المثال.
اليوم، زامبو تشير إلى جميع الأشخاص مع كميات كبيرة من كلى أصل أمريكي وأفريقي، ولكن غالبا ما تعتبر أنها تحقير.

## تاريخ

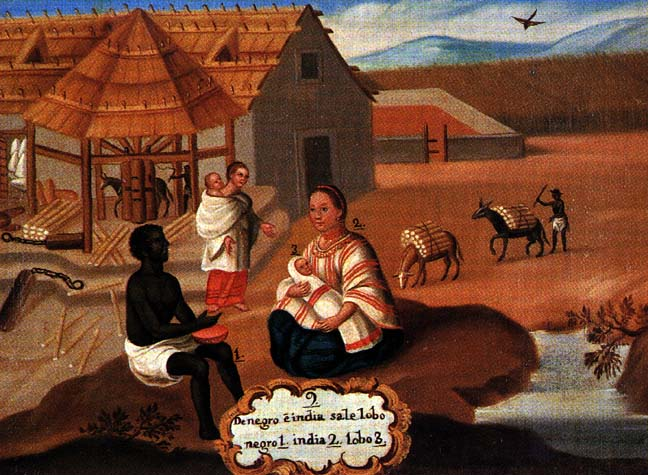

لم يستخدم مصطلح السمر رسميا خطيا إلى القرن السابع عشر الإسباني، في كثير من الأحيان في منافسة مع مصطلحات أخرى، بما في ذلك السمر. بدأت العبيد الأفارقة في الاختلاط مع السكان الأصليين من بداية استيرادها إلى هيسبانيولا في أوائل القرن السادس عشر. عقدت بعض من هذا الخليط في المناجم والمزارع هيسبانيولا وجزر أخرى في منطقة البحر الكاريبي الإسبانية بعد إدخال إنتاج السكر في سنوات 1520، وأيضا عندما فروا من الأفارقة هذه المناطق في المناطق الأصلية دون هزيمة.
النقابات وصفها بأنها إنتاج zambos عقدت في جميع أنحاء الإمبراطورية الاستعمارية الإسبانية، وفقا لنموذج أنشئت في هيسبانيولا. وكانت المجموعة المرتبة عموما بين الأشخاص الذين ليسوا من أصل أوروبي. في القرن الثامن عشر، بدأ الاسبان إنتاج التصنيفات العرقية المنهجية، وكان يعرف زامبو في معناها النهائي.
تم إنشاء بعض مجموعات من زامبو مشهورا من خلال الهارب أفريقيا أو مختلطة معا أو المتمردين الذين استولوا على مجتمعات السكان الأصليين. إزميرالدا لم يخسر في المناطق، في ما يمكن أن تصبح الإكوادور، على سبيل المثال، تمكنت مجموعة صغيرة من العبيد الغرقى السابقة للسيطرة على مجتمعات السكان الأصليين، ربما لتمثيلهم أمام السلطات الأسبانية في أواخر السادس عشر والقرنين السابع عشر في وقت مبكر.
كانت المجموعة الشهيرة آخر zambos البعوض Zambos من حوالي 1640 عندما تمردت مجموعة من العبيد الأفارقة على متن سفينة الرقيق، فإنه تولى ودمرت في كيب غراسياس آ ديوس على الحدود بين هندوراس ونيكاراغوا. انضموا مع الشعب مسكيتو، وأوائل القرن الثامن عشر هيمنت على المملكة، مما أدى العديد من الغارات الرقيق كبيرة. ساعد تحالفهم معا وحماية التجار والمستوطنين الإنجليز في منطقة وجدت إنجلترا مستعمرة هندوراس البريطانية (بليز اليوم).

## السكان اليوم

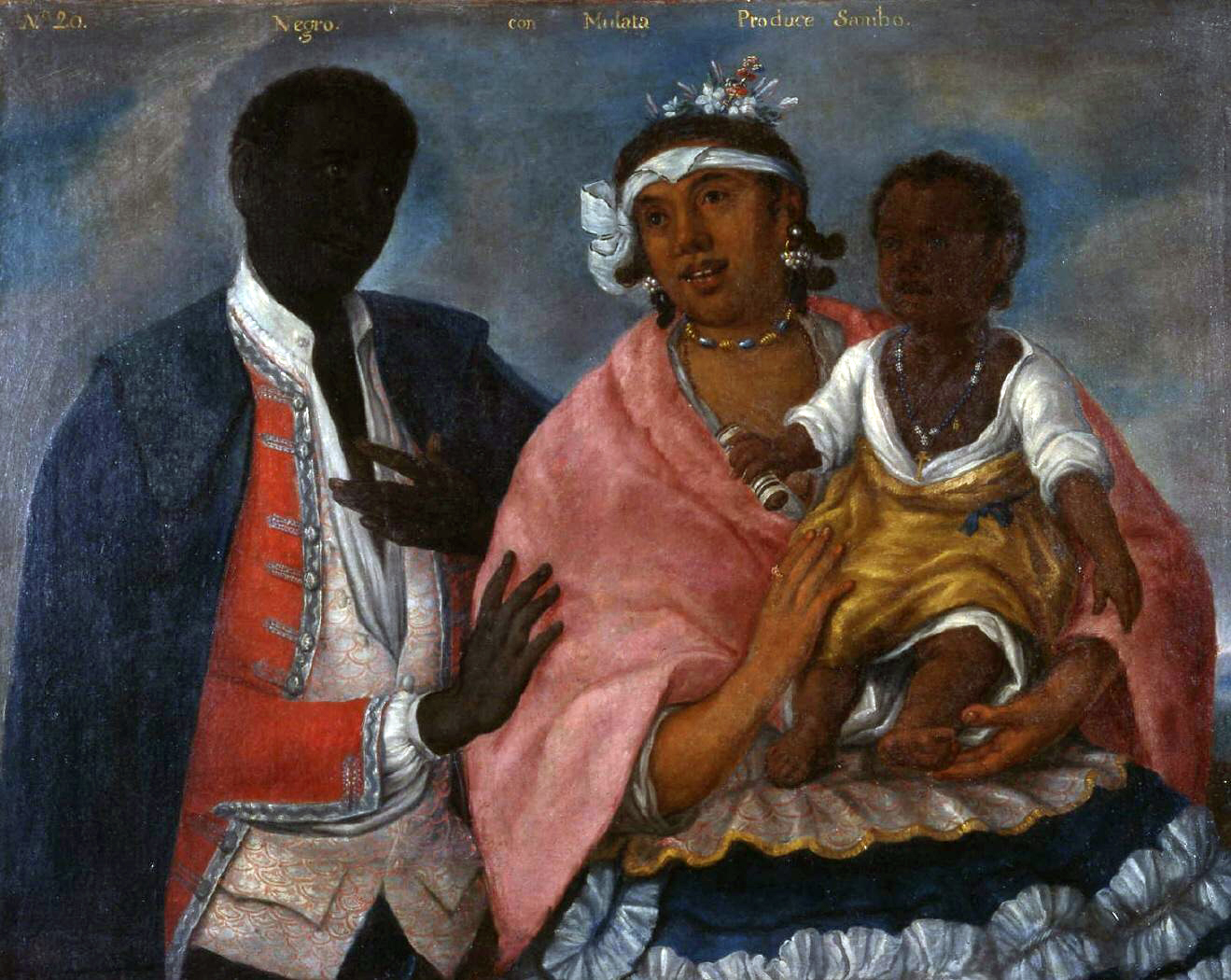

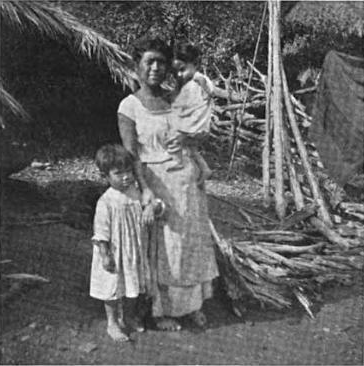

رسميا، zambos تمثيل الأقليات الصغيرة في دول أمريكا الجنوبية في شمال غرب كولومبيا وفنزويلا وغيانا والاكوادور. وهناك عدد صغير لكن ملحوظ في zambos الناتجة عن النقابات الأخيرة من نساء الهنود الحمر في الرجال المنحدرين من أصل أفريقي ليست نادرة في المدن الساحلية الكبيرة من الإكوادور. قبل الهجرة من الريف، والمجموعات العرقية الهنود الحمر والزنوج-الاكوادورية محدودة إلى حد كبير في منطقة الأنديز ومقاطعة ازميرالدا وادي شوتا، في محافظة إيمبابورا، على التوالي.
في أمريكا الوسطى، هناك نوعان من مجموعات مختلطة الأفريقية الأصلية وميسكيتوس والغاريفونا. أصل الغاريفونا من مزيج من الأفارقة الذين كانوا إما الغرقى أو فروا من الجزر المجاورة سانت فنسنت، في القرنين السابع عشر والثامن عشر. في 1797، تم ترحيلهم من قبل البريطانيين لدورها في دعم فرنسا خلال حروب الثورة الفرنسية إلى جزيرة رواتان قبالة ساحل هندوراس. من هناك، فإنها تنتشر على طول سواحل أمريكا الوسطى، والمجتمعات المحلية في نيكاراغوا وجدت في بليز.
في المكسيك، حيث من المعروف أن zambos كما وبوس (يعني حرفيا الذئاب)، شكلوا أقلية كبيرة في الماضي. وقد تم حتى الآن استيعاب الغالبية العظمى من لوبوس إلى أكبر من ذلك بكثير السكان المولدين المكسيكي. تركيزات أعلى يمكن العثور عليها في المجتمعات الصغيرة المنتشرة في ولايات الجنوب الساحلية، بما في ذلك ميتشواكان وغيريرو وأواكساكا، كامبيتشي، كوينتانا رو، يوكاتان وفيراكروز، حيث المنحدرين من المكسيكيين في البلاد يقيمون.
ثقافيا، وجاءت لوبوس المكسيكية تقاليد الهنود الحمر أكثر من التأثيرات الأفريقية. وقد عقد هذا التثاقف أيضا في بوليفيا، حيث استوعبت المجتمع الأفرو-البوليفي والاحتفاظ جوانب كثيرة من التأثيرات الثقافية الأمريكية الأصلية، مثل الملابس واستخدام لغة الأيمارا. هذه المجتمعات من المقيمين الأفرو-البوليفي في يونغاس من العاصمة البوليفية لاباز.

## العنصرية والتمييز
هذه الهنود الأمريكيين والأفارقة مختلط يتم تهميش عموما والتمييز ضد، مع انحياز لون منتشر في جميع أنحاء أمريكا اللاتينية. ما وراء جيوب هذه المجتمعات العرقية التي تم تحديدها على وجه التحديد في بلدان أمريكا اللاتينية مع عدد كبير من السكان من أصل أفريقي، النسبة المئوية للأشخاص الذين يعانون من أصل أسباني مرتفعة نسبيا (ولكن ليس كتقرير عن ماكياج الأفراد). هذا هو الحال في بلدان مثل نيكاراغوا وبنما، أو في حالة البرازيل، والناس من أسلاف أساسا الأفريقية الذين أيضا البرتغالية.
مشاكل التمييز والطبقية العرقية منذ فترة طويلة في أمريكا اللاتينية تواجه أمريكا اللاتينية من أصل أفريقي والهنود الأمريكيين بدرجات متفاوتة، اعتمادا على عضويتهم أو التماهي مع مجموعة الأفريقية الأصلية محددة الأمريكية العرقية مثل المذكورة أعلاه، أو إلى أي مدى يتم التعبير عن النسب في خصائصها الفيزيائية. ذوي البشرة الداكنة والشعر المجعد تميل إلى أن تكون من بين الأكثر فقرا وحرمانا في منطقة حقوقهم. على سبيل المثال، في عام 1998 عندما ضرب إعصار ميتش الساحل الشمالي لهندوراس، كانت المجتمعات الغاريفونا بين الأكثر تضررا، ولكن بسبب تاريخ من الفساد وانعدام المسؤولية للحكومة في هندوراس وقد تم تجاهل هذه المجتمعات.